# Spinasteron knowlesi
Spinasteron knowlesi là một loài nhện trong họ Zodariidae.
Loài này thuộc chi Spinasteron. Spinasteron knowlesi được Barbara C. Baehr miêu tả năm 2003.